# 列昂尼德·坎托罗维奇
列昂尼德·维塔利耶维奇·坎托罗维奇（俄语：Леонид Витальевич Канторович，羅馬化：Leonid Vitaliyevich Kantorovich，1912年1月19日—1986年4月7日）是一名蘇聯數學家和經濟學家，以其理論和發展資源優化配置技術而知名。他被認為是線性規劃的創始人，並是1949年史達林獎和1975年諾貝爾經濟學獎得主。

## 生平
坎托羅維奇於1912年1月19日出生在一個俄羅斯猶太家庭，父親是一名在聖彼得堡開業的醫生。1926年，14歲的他進入列寧格勒國立大學就讀。1930年，他從數學和力學系畢業，並開始攻讀碩士學位。1934年，22歲的他成為一名正式教授。
後來，坎托羅維奇為蘇聯政府工作，他的任務是優化膠合板行業的生產。他在1939年設計了現在被稱為線性規劃的數學技術，比喬治·丹齊格提出的要早一些年。他寫了幾本書，包括《生產計劃和組織的數學方法》（俄文原版1939年）、《經濟資源的最佳利用》（俄文原版1959年），以及與弗拉基米爾·伊萬諾維奇·克雷洛夫（Vladimir Ivanovich Krylov）合著的《高等分析的近似方法》（俄文原版1936年）。由於他的工作，坎托羅維奇在1949年被授予史達林獎。
1939年後，坎托羅維奇成為軍事電工技術學院的教授。在列寧格勒圍城戰期間，坎托羅維奇是海軍高等工程技術學校的教授，從事「生命之路」安全的研究。他根據冰的厚度和空氣的溫度計算出冰上汽車的最佳距離。1941年12月和1942年1月，康托羅維奇在「生命之路」上行駛在拉多加湖冰面上的汽車之間行走，以確保汽車不會沉沒，然而許多為被圍困的倖存者運送食物的汽車被德國的空襲摧毀。1948年，坎托羅維奇被分配到蘇聯的原子項目。由於他的壯舉和勇氣，坎托羅維奇被授予衛國戰爭勳章及保衛列寧格勒勳章。
1960年後，坎托羅維奇在新西伯利亞生活和工作，在那裡他創建了新西伯利亞國立大學的計算數學系，並擔任系主任。
1975年，坎托羅維奇與特亞林·科普曼斯共同獲得諾貝爾經濟學獎，以表彰兩人對資源最優分配理論做出貢獻。
1986年，坎托羅維奇在莫斯科逝世，享年74歲。

## 研究工作
在數學分析方面，坎托羅維奇在泛函分析、逼近理論和算子理論方面有重要成果。
坎托羅維奇在賦範向量網格的理論中提出了一些基本結果，特別是在被稱為「K空間」的Dedekind完備向量網格中，現在為了紀念他被稱為「坎托羅維奇空間」。
坎托羅維奇表明，泛函分析可以用於分析迭代法，獲得關於梯度法和牛頓法收斂速度的坎托羅維奇不等式（見坎托羅維奇定理）。
坎托羅維奇考慮了无限维度优化問題，如運輸理論中的坎托羅維奇-蒙格問題（Kantorovich-Monge problem）。他的分析提出了坎托羅維奇-魯賓斯坦度量，該度量在機率論中被用於機率測度的弱收斂理論。

## 備註
1. ↑  The Soviet Union: empire, nation, and system, By Aron Kat︠s︡enelinboĭgen, page 406, Transaction Publishers, 1990
2. ↑  Gass, Saul I.; Rosenhead, J. . . International Series in Operations Research & Management Science 147. 2011: 157. ISBN 978-1-4419-6280-5. doi:10.1007/978-1-4419-6281-2_10.
3. ↑  Kaplan, W. . Bull. Amer. Math. Soc. 1960, 66 (3): 146–147. doi:10.1090/S0002-9904-1960-10408-9 .
4. ↑   (PDF).   [2023-01-31]. （原始内容存档 (PDF)于2016-03-03）.

## 延伸閱讀
- Dantzig, George, Linear programming and extensions. Princeton University Press and the RAND Corporation, 1963. Cf. p.22 for the work of Kantorovich.
- Isbell, J.R.; Marlow, W.H., "On an Industrial Programming Problem of Kantorovich" （页面存档备份，存于）, Management Science, Vol. 8, No. 1 (Oct., 1961), pp. 13–17
- Kantorovich, L. V. . : 8–45. MR 0898626.
- Koopmans, Tjalling C., "Concepts of optimality and their uses" （页面存档备份，存于）, Nobel Memorial Lecture, December 11, 1975
- Kutateladze, S.S., "The World Line of Kantorovich" （页面存档备份，存于）, Notices of the ISMS, International Society for Mathematical Sciences, Osaka, Japan, January 2007
- Kutateladze, S.S., "Kantorovich's Phenomenon" （页面存档备份，存于）, Siberian Math. J. (Сибирский мат. журн.), 2007, V. 48, No. 1, 3–4, November 29, 2006.
- Kutateladze, S.S., "Mathematics and Economics of Kantorovich" （页面存档备份，存于）
- Kutateladze, S.S., "My Kantorovich"[]
- Leifman, Lev J., ed. . New York: The Clarendon Press, Oxford University Press. 1990: xvi+341. ISBN 0-19-505729-5. MR 1082562.
- Makarov, V. L. [Valery Leonidovich]; Sobolev, S. L. . . : 1–7. MR 1082564.
- Polyak, B. T. . Mathematical Programming. Series B. 2002, 91 (3): 401–416. MR 1888984. S2CID 13089965. doi:10.1007/s101070100258.
- Ivan Boldyrev and Till Düppe, Programming the USSR: Leonid V. Kantorovich in context （页面存档备份，存于）, The British Journal for the History of Science. 2020. 53(2): 255-278.
- Spufford, Francis. . London: Faber. 2010.
- （俄語） Kutateladze, S.S., et al., "Leonid V. Kantorovich (1912–1986)" （页面存档备份，存于）, Sobolev Institute of Mathematics of the Siberian Division of the Russian Academy of Sciences. Also published in the Siberian Mathematical Journal, Volume 43 (2002), No. 1, pp. 3–8
- （俄語） Vershik, Anatoly, "On Leonid Kantorovich and linear programming" （页面存档备份，存于）

## 外部連結
- 列昂尼德·坎托罗维奇在數學譜系計畫的資料。
- 約翰·J·奧康納; 埃德蒙·F·羅伯遜, ,  （英语） (With additional photos.)
- Information about: Leonid Vitaliyevich Kantorovich （页面存档备份，存于） – IDEAS/RePEc
- . The Concise Encyclopedia of Economics. Library of Economics and Liberty 2nd (Liberty Fund). 2008.[永久]
- Biography Leonid Kantorovich （页面存档备份，存于） from the Institute for Operations Research and the Management Sciences
- Biographical documentary about L.Kantorovich （页面存档备份，存于） by Rossiya-Culture
- 列昂尼德·坎托罗维奇 （页面存档备份，存于）在諾貝爾獎官方網站的資料。